# Viviane Spethmann
Viviane Spethmann (* 15. September 1967 in Mexiko-Stadt) ist eine Hamburger Rechtsanwältin und ehemalige CDU-Politikerin.

## Beruf und Ausbildung
Viviane Spethmann studierte nach dem Abitur Rechtswissenschaften an der Universität Hamburg und absolvierte ihr Referendariat beim Hanseatischen Oberlandesgericht. Seit 1998 ist sie selbstständige Rechtsanwältin und seit 2009 Fachanwältin für Familienrecht.

## Politik
Spethmann ist seit 1983 Mitglied der CDU.
Seit dem 8. Oktober 1997 war sie Mitglied der Hamburgischen Bürgerschaft. Ihre inhaltlichen Schwerpunkte der parlamentarischen Arbeit lagen in der Rechts- und Verfassungspolitik. Sie war Fachsprecherin der CDU-Fraktion für Recht und Gleichstellung. Von 2000 bis 2008 war sie Vorsitzende des CDU-Ortsverbands Winterhude, von 2008 bis 2011 stellvertretende CDU-Fraktionsvorsitzende und bis Juni 2012 stellvertretende CDU-Landesvorsitzende. Zudem saß sie im Richterwahlausschuss.
Nach einem 27-jährigem Engagement wurde Spethmann im April 2012 von ihrem CDU-Ortsverband Winterhude nicht mehr als Parteitagsdelegierte aufgestellt. Zum 2. September 2012 legte Spethmann ihr Mandat in der Bürgerschaft nieder und zog sich aus der Politik zurück.

## Sonstiges
Seit 1991 ist sie Mitglied des Weißen Ringes.